# 빅토리안 부시레인저스

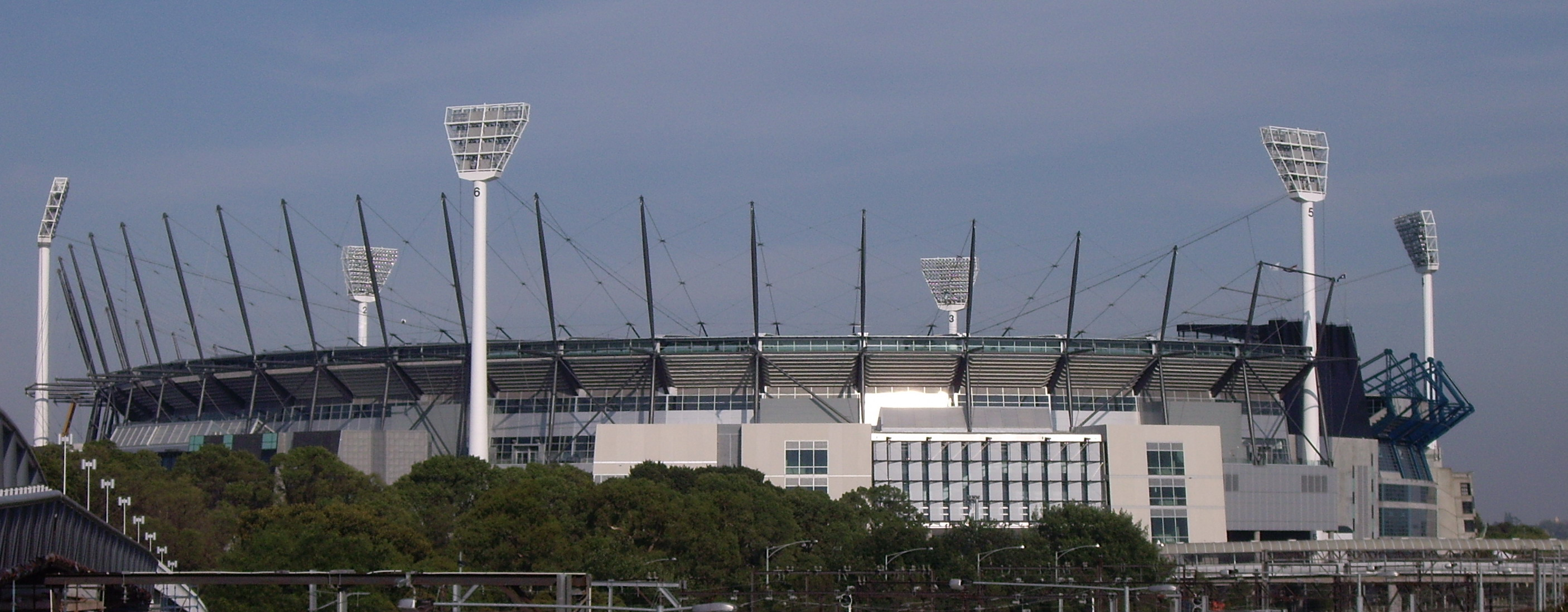

빅토리안 부시래인저스(Victorian Bushrangers)는 1851년 오스트레일리아의 프로 크리켓팀이다. 빅토리아주 멜버른시를 연고로 하고 있으며 홈구장은 멜버른 크리켓 경기장이다. 현재 쉐필드 쉴드, 포드 래인저 컵, KFC 트웬티 20 빅 배쉬에 참가하고 있다.